# Paljina
Paljina (cyr. Паљина) – wieś w Serbii, w okręgu niszawskim, w mieście Nisz. W 2011 roku liczyła 234 mieszkańców.